# Christof Grüger
Christof Grüger (* 28. Dezember 1926 in Namslau; † 31. März 2014 in Schönebeck (Elbe)) war ein deutscher Glaskünstler.

## Leben
Grüger wurde als siebter Sohn eines schlesischen Malermeisters geboren und beschäftigte sich bereits in der väterlichen Werkstatt mit Farben.
Er studierte bei Fritz Dähn und Bruno Quass (1904–1972) an der Hochschule für Architektur und Bildende Kunst in Weimar. Dort kam er mit Ideen des Bauhauses in Berührung. Quass regte ihn zur Beschäftigung mit Wachsbatik an. Anregungen holte Grüger sich auch von Richard Dölker und Katharina Heise.
Er widmete sich dann vornehmlich der abstrakten architekturbezogenen Glasgestaltung und stattete ab 1965  zahlreiche Kirchen beider christlicher Konfessionen im Raum der DDR, vorwiegend in Sachsen-Anhalt, mit Glasfenstern, Dallglaswänden, Mosaiken und Wandteppichen aus.
In Weimar war Grüger Mitglied der kurzlebigen losen Künstlergruppe Ackerwand, der u. a. Martin Pohle, Harry Schmidt-Schaller, Eberhard Steneberg (1914–1996) und Konrad Weichberger angehörten. Nachdem er 1976 Mitglied im Verband Bildender Künstler der DDR geworden war, dem er dann bis 1990 angehörte, erhielt Grüger auch offizielle Aufträge im Profanbereich.
Er gehörte zu den wenigen Künstlern in der DDR, die die Anregungen der in Frankreich entstandenen abstrakten Glaskunst aufnahmen und seit dem Ende der 1950er Jahre eigenständig weiterentwickelten. Auch in westdeutschen Kirchen sind seine Entwürfe in die Praxis umgesetzt worden.

## Sakralwerke

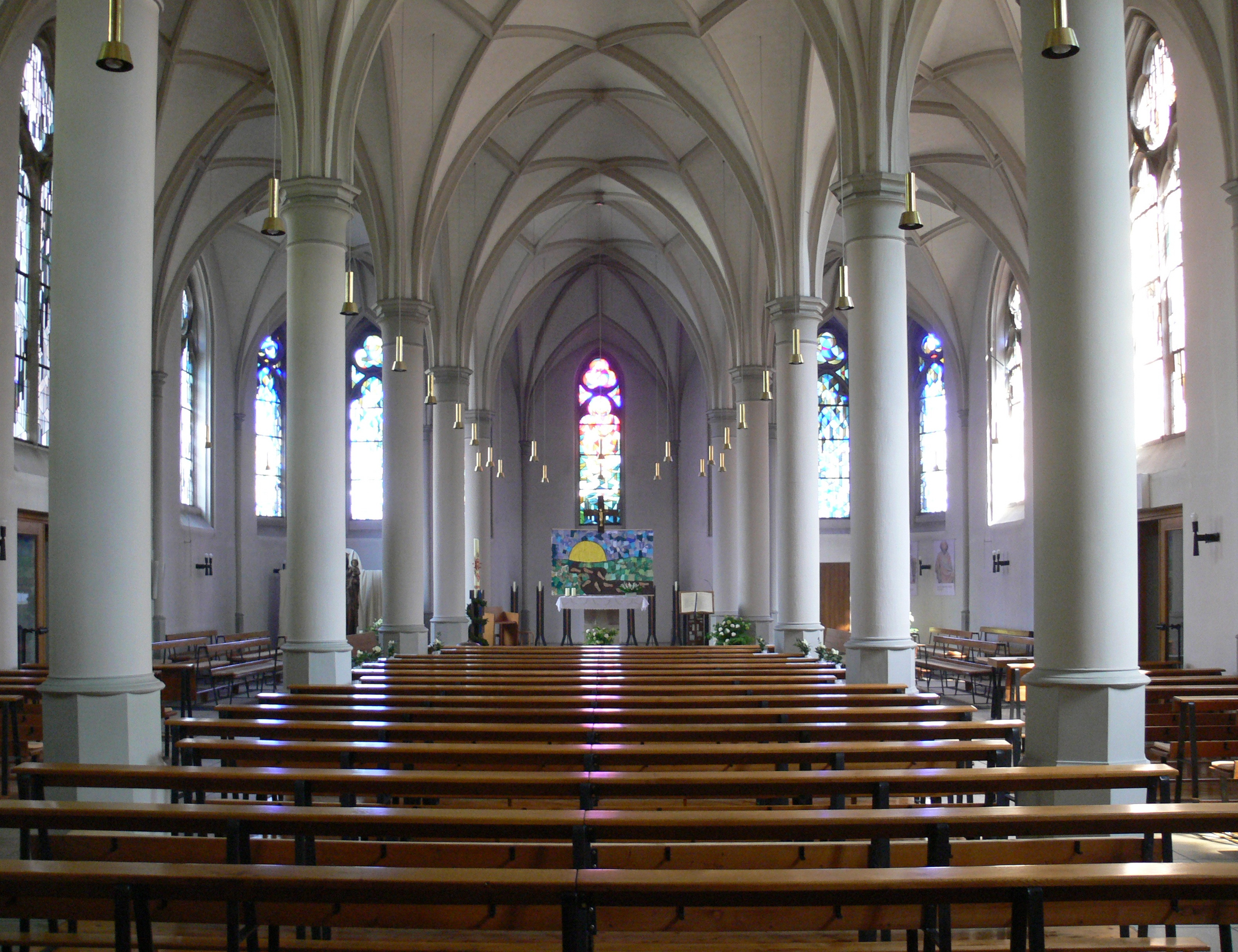
St. Peter und Paul (Dessau)

- Der Auferstehende (Altartuch, Batik; Edderitz, Dorfkirche)
- 1953: Altarbildteppich in der St.-Christophorus-Kirche (Breitenhagen) Lage
- 1954: Bleiglasgestaltung in der Kapelle des ökumenischen Instituts der Ruprecht-Karls-Universität Heidelberg Lage
- 1955/1956: Bleiverglasung Leben Jesu in der ev. Kirche St. Nicolai in Nachterstedt Lage
- 1956: 3 Chorfenster für die Evangelische Kirche (Waldangelloch) Lage
- um 1957: Chor- und Seitenfenster in der kath. Kirche Herz Jesu (Gommern) Lage
- 1958: ev. Kirche zur Zuflucht (Rockenau) Lage
- 1959: 5 Chorfenster in der kath. Kirche St. Johannes der Täufer (Burg) Lage
- 1960/1961 und 1970/1971: Bleiglasfenster, Kupferplastik und Wandmosaik in der St. Marien-Kirche (Schönebeck/Elbe)[3]
- 1962: Altarbildteppich Passion und Auferstehung in der ev. Stadtkirche Fürstenberg/Havel Lage
- 1962: 5 Apsisfenster in der ev. Kirche Zum Vaterhaus in Berlin-Baumschulenweg Lage
- 1962: 5 Chorfenster Apokalypse in der kath. Stadtkirche St. Nikolaus (Worbis) Lage
- 1963: 7 Chorfenster in der Peter-und-Paul-Kirche (Dessau) Lage
- 1965: Fenster der kath. Kirche St. Josef (Zuckerdorf Klein Wanzleben) (entwidmet) Lage
- 1965: Schifffenster, Rundfenster Südwand, Rosette in der kath. Kirche St. Bonifatius (Wanzleben) Lage
- 1967/1968: Vision des Jesaja, Betonglasgestaltung in der Altarwand der ev. Markuskirche Freiburg Lage
- 1968: Betonglasgestaltung in der Beichtkapelle der kath. Trinitatiskirche Grimma Lage
- 1968: Ausstattung der kath. Kirche St. Gertrud in der Lutherstadt Eisleben Lage
- 1968: zwei sechseckige Altarraumfenster in der kath. Kirche Sr. Ursula Neussen Kapuziner-Terziarinnen in Buttstädt Lage
- 1971: Chor- und Seitenfenster der Herz-Jesu-Kirche (Bitterfeld) Lage
- 1971: Chor- und Seitenfenster der kath. Kirche St. Josef in Klostermansfeld Lage
- 1971/1972: Betonglasfenster und Wandbehang in der kath. Kirche Unsere Liebe Frau (Meiningen)[4] Lage
- 1972/1973: mehrere Betonglasfenster und Eingangstür der kath. Kirche St. Josef in Rudolstadt Lage
- 1974: 3 Apsidenfenster in plastischer Betonglastechnik für die kath. Kirche St. Liborius (Gröningen) Lage
- 1975: Seitenfenster als Zitat von Piet Mondrian; Tauftransparent in St. Joseph (Osterburg) Lage
- 1975–1977: ev. Gemeindezentrum in Stralsund-Knieper-West (Architekt: Ulrich Müther)[2] Lage
- 1977: kath. Kirche Bad Liebenwerda
- 1980: kath. Kirche St. Josef – St. Lukas in Neubrandenburg Lage
- 1981: Betonglasfenster in der kath. Kirche St. Josef (Ilmenau) Lage
- 1987: Grabmal für den Komponisten Wolfgang Fortner auf dem Friedhof Handschuhsheim in Heidelberg Lage
- 1980: Gestaltung des Kirchsaales der Schönstadt-Schwestern Friedrichroda Lage
- 1984: kath. Kirche St. Andreas, Großer Dreesch, Schwerin Lage
- 1984: kath. Kirche St. Mechthild (Magdeburg)[5] Lage
- 1985: Tabernakelstele der kath. Dreifaltigkeitskirche (Tangermünde) Lage
- 1989: Altarfenster für die Neue Kapelle, Evangelisches Krankenhaus Königin Elisabeth Herzberge Lage
- 1989–2009: kath. Kirche St. Bonifatius (Leinefelde) Lage
- Keramisches Apsismosaik Weltbild des Teilhard de Chardin im Krankenhaus St. Marienstift Magdeburg Lage
- Betonglasfenster in der „Winterkirche“ an der Südseite der St.-Stephani-Kirche (Calbe) Lage
- Kleines Betonglasfenster im Ferienhaus der ev. Inselkirche in Kloster Hiddensee Lage
- zwei Bleiglasfenster in der kath. Kirche in Suckow
- Bleiglasfenster in der ev. Akademie Sachsen-Anhalt in der Lutherstadt Wittenberg Lage
- Betonglasfenster für die ev. Kirche in Markkleeberg – Großstädteln Lage
- Bleiglasfenster Auferstehung / Himmelfahrt in der ev. Kirche Wahlitz

## Profanwerke
- 1974: 4 Betonglasfenster Die 4 Jahreszeiten im Eingangstrakt der Sonderschule für Körperbehinderte in Tangerhütte Lage
- 1977: 36 Betonglas-Reliefs im Wohnhaus des Komponisten Jochen Thurm in Bad Berka
- 1976: Betonglasfenster 4 Tageszeiten in der Franz-Vollbring-Sporthalle in Schönebeck Lage [6]
- 1984: Betonglasgestaltung „Erkrankung – Eingriff – Genesung“ im Universitätsklinikum Leipzig (Bettenhaus (2013 abgerissen); seit 2018 in der Bibliothek Medizin/Naturwissenschaften der Universität Leipzig)
- 1989/90: Jugendstilsaal im Logenhaus Ferdinand zur Glückseligkeit in Magdeburg Lage

## Ehrungen
- 2011 wurde Christof Grüger gemeinsam mit dem Bildhauer Dario Malkowski die Ehrenbürgerwürde der Stadt Schönebeck verliehen.

## Ausstellungen (unvollständig)

### Personalausstellungen
- 2007: Schönebeck, Atrium der Stadtwerke Schönebeck ("Wanderer zwischen den Welten")
- 2012: Schönebeck, Atrium der Stadtwerke ("Im Spektrum von Licht und Farbe")

### Teilnahme an zentralen und wichtigen regionalen Ausstellungen in der Sowjetische Besatzungszone und in der DDR
- 1948: Weimar, Schloss („Künstler schaffen. 1945–1948“)

- 1974 und 1979: Magdeburg, Bezirkskunstausstellungen
- 1977 bis 1988: Dresden, VIII. bis X. Kunstausstellung der DDR
- 1979: Erfurt, Kunsthalle am Theaterplatz („spectrum. Bildende Künstler der DDR an der Hochschule für Baukunst und Bildende Künste Weimar 1946 – 1951“)